# Leptotarsus (Longurio) insidiosus
Leptotarsus (Longurio) insidiosus is een tweevleugelige uit de familie langpootmuggen (Tipulidae). De soort komt voor in het Neotropisch gebied.